# Palmachim (kosmodrom)
Kosmodrom Palmachim – tajny ośrodek testów rakietowych położony na wybrzeżu Morza Śródziemnego w bezpośrednim sąsiedztwie bazy Sił Powietrznych Izraela Palmachim, na zachód od miasta Jawne w Izraelu.
Od 1987 r. z ośrodka przeprowadzono ponad 40 startów rakiet.

## Historia
Baza lotnicza została wybudowana w latach 70. XX wieku. Pierwotnie był to ośrodek doświadczalny z poligonem do przeprowadzania testów rakiet. Z tej bazy wystrzeliwane są rakiety Shavit, które wynoszą na orbitę okołoziemską izraelskie satelity szpiegowskie serii Ofeq. Ponieważ rakiety, z powodów politycznych, nie mogą przelatywać nad sąsiednimi krajami arabskimi, osiągają niespotykane na innych kosmodromach nachylenia orbit i kierunki lotu.

## Platformy startowe
Ośrodek posiada dwie platformy startowe, na których przeprowadza się testy rakiet Arrow i Shavit:
- IAFTR 31°56′32″N 34°43′15″E/31,942222 34,720833 – testy rakiet Arrow. Przeprowadzono ogółem 14 testów (pierwsza próba: 9 sierpnia 1990; ostatnia próba: 1 listopada 1999), wystrzeliwując rakiety w kierunku plaży i morza.
- SH 31°53′06″N 34°40′48″E/31,885000 34,680000 – wystrzeliwanie rakiet Shavit[1].

Przy ośrodku znajduje się krótki pas startowy o nawierzchni asfaltowo-betonowej, przeznaczony dla lekkich samolotów dyspozycyjnych.

## Przeprowadzone testy i wyniesienia satelitów

### Platforma IAFTR
- 9 sierpnia 1990 – rakieta Arrow. Próba zakończona niepowodzeniem. Osiągnięta odległość: 0 Kilometr|km.
- 25 marca 1991 – rakieta Arrow. Próba zakończona niepowodzeniem. Osiągnięta odległość: 20 km.
- 30 października 1991 – rakieta Arrow. Próba zakończona niepowodzeniem. Osiągnięta odległość: 20 km.
- 23 września 1992 – rakieta Arrow. Próba zakończona powodzeniem. Osiągnięta odległość: 20 km.
- 28 lutego 1993 – rakieta Arrow. Próba zakończona powodzeniem. Osiągnięta odległość: 20 km.
- 28 lutego 1993 – rakieta Arrow. Druga próba zakończona powodzeniem. Osiągnięta odległość: 20 km.
- 14 lipca 1993 – rakieta Arrow. Próba zakończona powodzeniem. Osiągnięta odległość: 20 km.
- 14 października 1993 – rakieta Arrow. Próba zakończona powodzeniem. Osiągnięta odległość: 20 km.
- 14 października 1993 – rakieta Arrow. Druga próba zakończona powodzeniem. Osiągnięta odległość: 20 km.
- 1 marca 1994 – rakieta Arrow. Próba zakończona powodzeniem. Osiągnięta odległość: 20 km.
- 12 czerwca 1994 – rakieta Arrow. Próba zakończona powodzeniem. Osiągnięta odległość: 20 km.
- 20 sierpnia 1996 – rakieta Arrow. Próba zakończona powodzeniem. Osiągnięta odległość: 80 km.
- 19 sierpnia 1997 – rakieta Arrow. Próba zakończona powodzeniem. Osiągnięta odległość: 80 km.
- 1 listopada 1999 – rakieta Arrow. Próba zakończona powodzeniem. Osiągnięta odległość: 80 km[2].

### Platforma SH
- 1 maja 1987 - rakieta balistyczna Jerycho-2. Osiągnięta odległość: 300 km.
- 1 stycznia 1988 - rakieta balistyczna Jerycho-2. Osiągnięta odległość: 300 km.
- 19 września 1988 - rakieta nośna Shavit (satelita Ofeq-1).
- 14 września 1989 - rakieta balistyczna Jerycho-2. Osiągnięta odległość: 300 km.
- 3 kwietnia 1990 - rakieta nośna Shavit (satelita Ofeq-2).
- 15 września 1994 - rakieta balistyczna Jerycho-2. Osiągnięta odległość: 300 km. Próba nieudana.
- 5 kwietnia 1995 - rakieta nośna Shavit-1 (satelita Ofeq-3).
- 30 lipca 1995 - rakieta Arrow-2. Osiągnięta odległość: 20 km.
- 20 lutego 1996 - rakieta Arrow-2. Osiągnięta odległość: 80 km.
- 20 sierpnia 1996 - rakieta Arrow-2. Osiągnięta odległość: 80 km.
- 11 marca 1996 - rakieta Arrow-2. Osiągnięta odległość: 80 km.
- 19 sierpnia 1997 - rakieta Arrow-2. Osiągnięta odległość: 80 km.
- 22 stycznia 1998 - rakieta nośna Shavit-1 (satelita Ofeq-4). Próba zakończona katastrofą.
- 14 września 1998 - rakieta Arrow-2. Osiągnięta odległość: 80 km.
- 1 listopada 1999 - rakieta Arrow-2. Osiągnięta odległość: 80 km.
- 14 września 2000 - rakieta Arrow-2. Osiągnięta odległość: 80 km.
- 27 czerwca 2001 - rakieta balistyczna Jerycho-2. Osiągnięta odległość: 100 km.
- 27 sierpnia 2001 - rakieta Arrow. Osiągnięta odległość: 100 km.
- 28 maja 2002 - rakieta nośna Shavit-1 (satelita Ofeq-5).
- 5 stycznia 2003 - rakieta Arrow-2. Osiągnięta odległość: 30 km.
- 16 grudnia 2003 - rakieta Arrow-2. Osiągnięta odległość: 30 km.
- 6 września 2004 - rakieta nośna Shavit-1 (satelita Ofeq-6). Próba zakończona katastrofą.
- 2 grudnia 2005 - rakieta Arrow-2. Osiągnięta odległość: 40 km.
- 11 lutego 2007 - rakieta Arrow-2. Osiągnięta odległość: 40 km.
- 26 marca 2007 - rakieta Arrow-2. Osiągnięta odległość: 40 km.
- 10 czerwca 2007 - rakieta nośna Shavit-2 (satelita Ofeq-7).
- 22 czerwca 2010 - rakieta nośna Shavit-1 (satelita Ofeq-9)[1].